# Sphaerospora renicola
Sphaerospora renicola is een microscopische parasiet uit de familie Sphaerosporidae. Sphaerospora renicola werd in 1895 beschreven door Thélohan. 